# Bracomorpha rector
Bracomorpha rector är en stekelart som först beskrevs av Carl Peter Thunberg 1822.  Bracomorpha rector ingår i släktet Bracomorpha och familjen bracksteklar. Enligt den finländska rödlistan är arten nationellt utdöd i Finland. Arten är reproducerande i Sverige. Artens livsmiljö är naturmoskogar. Inga underarter finns listade.